# William Rowan Browne
William Rowan Browne (* 11. Dezember 1884 in Lislea, County Londonderry; † 1. September 1975) war ein australischer Geologe, Petrograph und Mineraloge.

## Leben
Browne war der Sohn von Schullehrern und begann 1903 sein Studium am Trinity College Dublin, musste aber bald darauf abbrechen, da er an Tuberkulose erkrankte. Um sich zu kurieren, ging er 1904 nach Australien und war ein halbes Jahr in einem Sanatorium in den Blue Mountains. Danach studierte dort an der Universität Sydney, an der er 1911 seinen Bachelor-Abschluss machte. 1911 war er als Astronom am Observatorium von Adelaide, wechselte aber noch im selben Jahr als Demonstrator für Geologie an die Universität Sydney. 1913 wurde er Assistant Lecturer, 1916 Lecturer, nach der Promotion (D. Sc.) 1922 Assistant Professor und 1940 Reader.
Er ist bekannt für ein Buch über die Geologie von Australien, das auf Aufzeichnungen seines Professors Edgeworth David aufbaute, der ihn vor seinem Tod 1934 um die Vollendung bat. Er untersuchte Granit-Intrusionen in Beziehung auf die Gebirgsbildungsprozesse, in die sie eingebunden waren.
Als Ingenieurgeologe war er zum Beispiel Berater am Warragamba Damm und der Gladesville Bridge.
Er erhielt 1942 die Clarke Medal der Royal Society of New South Wales, deren Präsident er 1932/33 war. Er war 1927 einer der Gründer und 1929/30 und 1948/49 Präsident der Geographical Society of New South Wales und 1955/56 Präsident der Geological Society of Australia (die er 1952 mit gründete), deren W.R.Browne Medal ihm zu Ehren benannt ist. Er war Fellow der Australian Academy of Science (1954). 1960 erhielt er die Mueller Medal der Australian and New Zealand Association for the Advancement of Science (ANZAAS).

## Schriften
- mit David: Geology of the Commonwealth of Australia, 2 Bände, London: Arnold 1950